# Келсбю, Лили
Лили Мария Луиза Келсбю (до замужества — Карлстедт; дат. Lily Marie Louise Carlstedt (Kelsby); 5 марта 1926, Сёллерёд, Ховедстаден — 14 июня 2002, Валленсбек, Ховедстаден) — датская легкоатлетка, выступавшая в метании копья и толкании ядра. Бронзовый призёр летних Олимпийских игр 1948 года, участница летних Олимпийских игр 1952 года.

## Биография
Лили Карлстедт родилась 5 марта 1926 года в районе Сёллерёд датской коммуны Рудерсдаль в рабочей семье, где была одним из девяти детей.
Стала заниматься лёгкой атлетикой по настоянию брата. С 1942 года выступала в соревнованиях за АИК-95 из Копенгагена. 12 раз становилась чемпионкой Дании: девять раз в метании копья (1947—1952, 1954—1956), четыре раза в толкании ядра (1950, 1951 — дважды, 1956). Кроме того, трижды была серебряным призёром чемпионата страны в метании копья (1953, 1957—1958) и дважды бронзовым в 1946 году в обеих дисциплинах.
Семь раз устанавливала рекорд Дании в метании копья, последний из них — в 1956 году (46,28). В 1951 году установила рекорд страны в толкании ядра.
В 1948 году вошла в состав сборной Дании на летних Олимпийских играх в Лондоне. В метании копья завоевала бронзовую медаль, показав результат 42,08 метра и уступив 3,49 метра выигравшей золото Хермине Бауме из Австрии.
В 1950 году заняла 6-е место в метании копья на чемпионате Европы в Брюсселе (40,25).
В 1952 году вошла в состав сборной Дании на летних Олимпийских играх в Хельсинки. В метании копья заняла 5-е место, показав результат 46,23 и уступив 4,24 метра завоевавшей золото Дане Затопковой из Чехословакии. В течение семи минут владела олимпийским рекордом, пока его не побила Затопкова.
В 1954 году заняла 13-е место в квалификации в метании копья на чемпионате Европы в Берне (40,78).
В 1956 году, несмотря на установленный за два месяца до летних Олимпийских игр в Мельбурне рекорд страны в метании копья, не была включена в состав сборной Дании: отбор на Игры из-за больших транспортных расходов был жёстким.
С 1957 года жила в Валленсбеке. Тренировалась в своём саду и продолжала выступать до середины 1960-х годов: в 1964 году соревновалась в финале чемпионата Дании в метании копья.
В конце 1950-х годов работала упаковщицей на комбинате, выпускавшем ржаной хлеб, однако из-за артрита рук уволилась и большую часть жизни была домохозяйкой.
Умерла 14 июня 2002 года в Валленсбеке.

## Личный рекорд
- Метание копья — 46,28 (1956)[5]

## Семья
Муж — Аксель Келсбю. Поженились в 1949 году.